# Мутинська війна
Мутинська війна (Bellum Mutinense) — бойові дії біля міста Мутина (сучасна Модена) між Марком Антонієм і сенатським військом 43 року до н. е., що були частиною громадянських війн 44—42 рр. до н. е.

## Передумови
Вбивство Цезаря відновило громадянські війни у Давньому Римі. Приблизно через рік після його смерті, переговори між Марком Антонієм та сенатом провалились. Марк Антоній зібрав свої легіони та відправився на війну проти одного з вбивць Цезаря — Децима Юнія Брута Альбіна, який вже тоді керував Цезальпійською Галією. Децим отримав наказ від Сенату здати провінцію Марку Антонію, але він йому не підкорився. Це була провокація, на яку Антоній поспішив відповісти. У ситуації Антонія, який стояв на краю загибелі, а також був не в пошані серед народу, перемога над Децімом Брутом означала повернення домінуючого положення і встановлення контролю над стратегічно важливою провінцією.
У 43 році до н. е. Децим Брут зайняв Мутину, яка могла витримати тривалу облогу. Антоній блокував сили Брута в намірі виснажити їх голодом. Панса був відправлений на північ від Риму для підкріплення сил Авла Гірція та Октавіана, щоб допомогти Бруту. Гірцій і Октавіан наблизились до Мутини максимально близько. Антоній взнав, що по Емілієвій дорозі їде Панса з підкріпленням, вирішивши не дозволити йому об'єднатись з основними військовими силами, він поїхав йому назустріч. Але Гірцій відправив назустріч Пансі легіон Марса і дві преторіанські когорти. 14 квітня відбулась перша битва при Форум Галлорумі. У цій битві був смертельно поранений Панса, одна преторіанська когорта була знищена, легіон Марса відступив.
Після перемоги війська Антонія повертались у невпорядкованому строї на свої позиції, коли раптом на них напав Гірцій з IV легіоном. Все військо Антонія було розбите вщент.

## Битва під Мутиною
21 квітня Гірцій і Октавіан напали на табір Антонія, проти якого Децим Брут також відправив декілька когорт. Вирішальна битва відбулась в самому таборі Антонія. Октавіан тоді боровся як простий легіонер і врятував тіло полеглого в бою Гірція. Антоній зазнав величезних втрат і відступив. З легіоном Жайворонків, він попрямував на північний захід, в Нарбонську Галію, де на той час стояв Лепід.
Полководець Антонія Вентідій Басс ще в кінці 44 року набрав в південній Італії два легіони і мав намір напасти на Рим і захопити там Цицерона, але згодом відмовився від цього плану і попрямував по Емілієвій дорозі на об'єднання з Антонієм. У момент Мутинської битви він перебував уже у Фавонії, а коли Антоній вирішив відступити від Мутини, Вентідій отримав від нього наказ перейти на Апеніни і попрямувати на об'єднання з ним.

## Наслідки
Результат військових дій під Мутиною був надзвичайно вигідним перш за все для Октавіана. Марк Антоній на деякий час перестав являти собою небезпеку, тим більше він був поза межами Італії. Обидва консули загинули, і тепер вся військово-адміністративна влада, всі війська зосередились у руках Октавіана. У Римі дуже довго ходили чутки, що Панса і Гірцій не випадково загинули. Буцімто Пансу отруїв його лікар Глікон, а Гірція заколов сам Октавіан під час бою.